# Spilichneumon superbus
Spilichneumon superbus là một loài tò vò trong họ Ichneumonidae.